# الكابتن (مسلسل)
الكابتن هو مسلسل مصري كوميدي عرض في شهر رمضان 1446 هـ، 2025م، تدور قصته حول طيار يرتكب خطأ غير مقصود أثناء إحدى رحلاته الجوية يؤدي لسقوط الطائرة، ويكون هو الناجي الوحيد من الحادث، لكن يفاجأ بعدها بظهور أرواح بعض الركاب ويطلبون منه مساعدتهم على إتمام بعض المهام التي لم يتمكنوا من إنجازها قبل وفاتهم، ويُشكلون عليه ضغطًا كبيرًا حتى يقوم بتنفيذها.

## فريق العمل

### تمثيل
| - أكرم حسني: الكابتن حسام عز الدين - آية سماحة: سما - رحمة أحمد فرج: سحر - أحمد الرافعي: عاطف - أحمد عبدالوهاب: كريم | - سامي مغاوري: عم باني - محمد رضوان: دكتور شاكر الطويل - ميمي جمال: آنا اسرار - مؤمن نور: صلاح - عمر شرقي: ايهاب نصر | - وئام مجدي: رانيا - فاطمة الكاشف: والد سما - مجدي السباعي: والدة سما - سوسن بدر: باكينام هانم |

| - محسن منصور:فاروق شيحة ح3-5 - شارموفرز: ضيوف شرف ح3 - ريهام الشناوني: الدجالة ح3 - محمد عمرو الليثي: عصفورة ح6 - إسماعيل فرغلي: ابو رانيا ح6-8 | - محمود رمضان: ح7، 8 - صلاح إيهاب:ح7، 8 - خالد كمال: تامر المغفل ضيف شرف ح7، 8 - أحمد سعد والي: عم تفلون السباك ح7 - سيد المغازي: صبي السباك ح7 | - شريف حسني: طاطا أخو سحر ح9، 10 - عزة لبيب: أرملة باني ح11، 12 - شيكو: بشخصيته الحقيقية ح12 - محمد أنور: طارق ضيف شرف ح12، 13 - مي الغيطي: كايا ضيف شرف 12، 13 | - أحمد مظهر: مصمم الأفراح ح 12 - محمد عبد الرحمن: عبد الرحمن الساعاتي ح14، 15 - ياسر الطوبجي: صبحي الأسناوي مدير المسرح ح14، 15 - نور بدر: سلمى ضيف شرف ح14 - أشرف زكي: بشخصيته الحقيقية ح15 - مصطفى غريب: طارق ضيف شرف ح15 |

شارك في التمثيل:
شاهيناز جمال - كريم أبو النجا -ألين بشارة - نيللي - هبة مكاوي - سميحة صالح - محمد درويش - سامح جمعة - أمية شاكر - جمال حجازي - تامر  علي - جواليا عادل - غزل كمال - أحمد يونس: القهوجي - مصطفى الدمرداش - محمد بيومي - أكمل المعداوي - أحمد عبد السلام - خالد الشيخ - عدي إسلام:طفل - فتحي سعد:صاحب مكتب زيجات - عزة كامل - منة صلاح - يارا هاني - محمود عامر - مدحت الخطيب: سواق النقل- شريف خلوصي - أحمد سند - محمود إمام - ايمن عبد الهادي - أبو رحاب - حمادة حسني - مصطفى عبد الوهاب - أحمد بسطاوي - بيتر أشرف - نور حمزة - يوسف جلال - مهند رجب - فاطمة محمد علي - هالة سمير:زبونة بالكوافير - سمر محمود - ناني الديب - بافلي سامي: طفل - أحمد أبو الحسن - أحمد السمطي - يوسف البسيوني - ناردين عبد السلام - نور بدر - نادر صبري - إبراهيم صلاح - نغم ألبي - ريهام صلاح - ممدوح فاروق - محمد عطية - علي الطيب - جورج عبيد 

## وصلات خارجية
- الكابتن على موقع IMDb (الإنجليزية)
- الكابتن على موقع قاعدة بيانات الأفلام العربية
- الكابتن على موقع قاعدة بيانات الفيلم (الإنجليزية)